# Richie Beirach
Richard Alan "Richie" Beirach (23. maj 1947 i New York City, USA) er en amerikansk jazzpianist og komponist.
Beirach hører til 1970´ernes og 1980´ernes betydelige jazzpianister. Han studerede både klassisk og rytmisk klaver.
Beirach var inspireret af Art Tatum, Bill Evans, McCoy Tyner og Chick Corea, men fandt sin egen individuelle stil. Han har indspillet en del plader i eget navn f.eks. Elm på pladeselskabet ECM (1979).
Beirach var med i gruppen Quest , som også talte Billy Hart, Dave Liebman og Ron McClure.

## Udvalgt Diskografi
- Eon
- Zal
- Elm
- Arcade
- Hubris
- Quest – Quest